# 羅馬 (2018年電影)
《羅馬》（西班牙語：Roma）是一部2018年墨西哥及美國合拍的黑白劇情片，由墨西哥導演艾方索·柯朗執導、監製、编剧、摄影和剪辑，改编自他的童年经历。
該片最先於2018年8月30日在第75屆威尼斯影展正式競賽單元首映，獲得最高榮譽金獅獎，次年獲頒第76屆金球獎最佳外语片和最佳导演，第72屆英國電影學院獎最佳影片、最佳外语片、最佳导演及最佳摄影，第91屆奧斯卡金像獎最佳外語片、最佳導演及最佳攝影。

## 剧情
墨西哥土著克莉奥是服侍墨西哥城科洛尼亚罗马一个中产阶级家庭的女佣。这家人口众多，女家长叫索菲娅，她的丈夫叫安东尼奥，共育有四个孩子。另一位叫阿黛拉的女佣也住在他们家。身为医生的安东尼奥刚从魁北克开会回来，便匆匆收拾行李再去魁北克，说要在那边呆上几个星期。因此可以确定，索菲娅和安东尼奥的关係很紧张。
克莉奥和阿黛拉约她们各自的男朋友费明和拉蒙去看电影。然而，电影没看，克莉奥和费明便去开房。费明抓起串窗帘的杆子挥舞一番，在克莉奥面前展示功夫。几个星期后，克莉奥趁着跟费明去看电影《虎口脱险》的空檔，告诉对方自己怀有身孕。电影快要放完，费明借机上厕所，说会回来，但最终不见人影。克莉奥把事情告诉索菲亚，索菲亚带她去安东尼奥的医院做检查。医生证实克莉奥怀孕。
到了新年，索菲娅带着克莉奥和她的孩子去安东尼奥好朋友家的大庄园暂避风头。庄园主和工人们都说最近这边的局势很紧张。就在一伙人欢庆新年时，树林燃起了熊熊大火。所有人连忙打上扑救，除了一位男人。这位男人倒数完1970年剩下的几秒钟，唱起了挪威的一首摇篮曲。
回到城里，克莉奥领着孩子们和他们的奶奶去电影院看《蓝烟火》，碰巧看见安东尼奥带着一位年轻女子一起冲到街上。索菲娅本来不打算向孩子们说这件事，但是次子偷听了两人的对话，还是知道了详细。索菲娅叫二子不要和哥哥妹妹们说这件事。从阿黛拉男友的口中，克莉奥知道费明在上户外武术课。在所有围观课堂的人之中，只有克莉奥能够闭着眼睛，保持身体平衡，来模仿眼睛被蒙住的老师的树式动作。费明不承认孩子是他的，还说如果克莉奥再来烦他，会痛揍她和她的孩子们。
婴儿快要出生，特蕾莎带着克莉奥去买婴儿床。一路上，愤怒的学生们聚在街头抗议，被警方乱棍打伤打死。年轻人抗议对象准军事组织战鹰无情地朝他们开枪。一对受伤的男女冲进商店里躲避，但那名男子还是被找上门来的人开枪打死了。而另一名把枪口指向克莉奥的男人，便是费明。费明恶狠狠地盯着克莉奥后便走了，此时克莉奥的羊水破了。
司机带着克莉奥和特蕾莎去医院，但是由于示威，在路上堵了一些时间。到了产房，安东尼奥过来安慰，克莉奥表示不想住院。医生听不到胎儿的心跳，给克莉奥做剖腹产，最终拿出来一个难产的死女婴。几轮抢救后，婴儿没能活过来。
索菲娅一次喝醉酒，勉强把车停进了狭窄的车库中。后来她买了一辆小点的车，但计划开旧车载着全家人去图斯潘的海滩度假。索菲娅向孩子们表示已经他们的爸爸分居，这次外出是给爸爸点时间从家中收拾财物。在海滩上，凶猛的海浪快要把两个孩子冲走。克莉奥顾不上自己不会游泳的事实，冲到大浪中把孩子们救回。索菲娅和孩子们肯定他们喜欢无私奉献的克莉奥，克莉奥情绪崩溃，表示他不想自己的孩子出生。回到家中，众人们重新分配了房间。克莉奥准备洗一大堆衣服，她跟阿黛拉有很多话要说后，便拿着衣服爬到屋顶去洗。

## 演員
- 耶莉莎·阿帕里西奧（Yalitza Aparicio）飾演 Cleo
- Marina de Tavira 飾演 Sofia
- Fernando Grediaga 飾演 Antonio
- Jorge Antonio Guerrero 飾演 Fermín
- Marco Graf 飾演 Pepe
- Daniela Demesa 飾演 Sofi
- Diego Cortina Autrey 飾演 Toño
- Carlos Peralta 飾演 Paco
- Nancy García 飾演 Adela
- Verónica García 飾演 Teresa
- José Manuel Guerrero Mendoza 飾演 Ramón
- Latin Lover 飾演 Professor Zovek

## 反响
烂番茄新鲜度97%，平均分9.1。Metacritic上得到96分。被《时代杂志》评为年度十佳电影第一名。

## 獎項
| 類別             | 頒獎日期      | 獎項       | 名字     | 結果 | 參考 |
| ---------------- | ------------- | ---------- | -------- | ---- | ---- |
| 威尼斯电影节     | 2018年9月8日  | 金獅獎     | 《羅馬》 | 獲獎 |      |
| 金球獎           | 2019年1月6日  | 最佳外語片 | 《羅馬》 | 獲獎 |      |
| 評論家選擇電影獎 | 2019年1月13日 | 最佳外語片 | 《羅馬》 | 獲獎 |      |

## 外部連結
- 在Netflix上的观看页 （页面存档备份，存于）
- 豆瓣电影上《羅馬》的資料 （简体中文）
- 開眼電影網上《羅馬》的資料（繁體中文）
- 互联网电影数据库（IMDb）上《羅馬》的资料（英文）

Template:Navbox

#invoke: Navbox
#invoke: Navbox
Template:澳大利亞影藝學院國際獎最佳電影
Template:独立精神奖最佳国际影片